# 奥斯卡里·帕尔达纽斯
奥斯卡里·帕尔达纽斯（芬蘭語：Oskari Paldanius，2007年6月11日—），芬兰男子网球运动员。他赢得了2025年法国网球公开赛青少年男子双打比赛冠军。
帕尔达纽斯出生于德国，他的芬兰籍父母当时正在国外工作。
他是赫尔辛基Smash俱乐部的一员。
他在2024年美国网球公开赛青少年男子单打比赛中赢得了他的首场青少年大满贯比赛胜利，之后负于梅斯·勒特赫林。他闯入了2025年澳大利亚网球公开赛青少年男子单打比赛半决赛，之后负于最终的冠军亨利·贝尔内特。借这次表现，他的青少年世界排名上升至第五位。不久之后，他被征召入芬兰戴维斯杯代表队。
他与波兰选手阿兰·瓦日内搭档，赢得了2025年法国网球公开赛青少年男子双打比赛冠军。他们在比赛中直落两盘战胜泰斯·博加德和伊万·伊万诺夫后闯入半决赛，接着在半决赛中击败了美国的基顿·汉斯和杰克·肯尼迪组合，然后在决赛中直落两盘击败了另一对美国组合诺亚·约翰斯顿和本杰明·威尔沃思。

## 青少年大满贯决赛

### 双打: 1 (1胜0负)
| 结果 | 年份   | 赛事名称       | 场地 | 搭档        | 对手                          | 比分     |
| ---- | ------ | -------------- | ---- | ----------- | ----------------------------- | -------- |
| 胜   | 2025年 | 法国网球公开赛 | 红土 | 阿兰·瓦日内 | 诺亚·约翰斯顿 本杰明·威尔沃思 | 6-2, 6-3 |